# Mistrzostwa Polski w Biegach Narciarskich 2010
Mistrzostwa Polski w Biegach Narciarskich 2010 – zawody w biegach narciarskich, rozegrane  w dniach 25-27 marca 2010 na Polanie Jakuszyckiej, w ramach których wyłoniono medalistów mistrzostw Polski. Pierwotnie zawody miały się odbyć na trasach Kubalonki. 

## Terminarz
| Data          | Godzina   | Miejscowość       | Konkurencja                                | Złoto             | Srebro              | Brąz                | Źródło |
| ------------- | --------- | ----------------- | ------------------------------------------ | ----------------- | ------------------- | ------------------- | ------ |
| 25 marca 2010 | 11:30 CET | Polana Jakuszycka | 1x1,1 km sprint stylem dowolnym kobiet     | Sylwia Jaśkowiec  | Magdalena Kozielska | Paulina Maciuszek   | [ 1 ]  |
| 25 marca 2010 | 12:00 CET | Polana Jakuszycka | 1x1,1 km sprint stylem klasycznym mężczyzn | Maciej Kreczmer   | Janusz Krężelok     | Sebastian Gazurek   | [ 2 ]  |
| 26 marca 2010 | 10:00 CET | Polana Jakuszycka | 5 km stylem klasycznym kobiet              | Paulina Maciuszek | Sylwia Jaśkowiec    | Ewelina Marcisz     | [ 3 ]  |
| 26 marca 2010 | 10:30 CET | Polana Jakuszycka | 10 km stylem klasycznym mężczyzn           | Maciej Kreczmer   | Sebastian Gazurek   | Mariusz Michałek    | [ 4 ]  |
| 27 marca 2010 | 10:30 CET | Polana Jakuszycka | 15 km stylem dowolnym kobiet               | Sylwia Jaśkowiec  | Paulina Maciuszek   | Magdalena Kozielska | [ 5 ]  |
| 27 marca 2010 | 9:00 CET  | Polana Jakuszycka | 30 km stylem dowolnym mężczyzn             | Sebastian Gazurek | Tomasz Kałużny      | Jan Antolec         | [ 5 ]  |

## Wyniki

### Sprint kobiet
| Miejsce | Zawodniczka          | Czas       | Strata |
| ------- | -------------------- | ---------- | ------ |
|         | Sylwia Jaśkowiec     | Finał A    |        |
|         | Magdalena Kozielska  | Finał A    |        |
|         | Paulina Maciuszek    | Finał A    |        |
| 4.      | Aleksandra Prekurat  | Finał A    |        |
| 5.      | Anna Staręga         | Finał B    |        |
| 6.      | Agnieszka Szymańczak | Finał B    |        |
| 7.      | Natalia Grzebisz     | Finał B    |        |
| 8.      | Dorota Zapała        | Finał B    |        |
| 9.      | Monika Fundanicz     | 1/4 finału |        |
| 10.     | Emilia Romanowicz    | 1/4 finału |        |

### Sprint mężczyzn
| Miejsce | Zawodnik               | Czas       | Strata |
| ------- | ---------------------- | ---------- | ------ |
|         | Maciej Kreczmer        | Finał A    |        |
|         | Janusz Krężelok        | Finał A    |        |
|         | Sebastian Gazurek      | Finał A    |        |
| 4.      | Tomasz Kałużny         | Finał A    |        |
| 5.      | Maciej Staręga         | Finał B    |        |
| 6.      | Tomasz Kaczmarzyk      | Finał B    |        |
| 7.      | Andrzej Nędza-Kubiniec | Finał B    |        |
| 8.      | Bogusław Gracz         | Finał B    |        |
| 9.      | Andrzej Leśnik         | 1/4 finału |        |
| 10.     | Radosław Szwade        | 1/4 finału |        |

### Bieg na 5 km kobiet
| Miejsce | Zawodniczka         | Czas         | Strata       |
| ------- | ------------------- | ------------ | ------------ |
|         | Paulina Maciuszek   | 16:50,20 min |              |
|         | Sylwia Jaśkowiec    | 16:53,10 min | +2,9 s       |
|         | Ewelina Marcisz     | 17:40,50 min | +50,3 s      |
| 4.      | Marcela Marcisz     | 18:18,10 min | +1:27,90 min |
| 5.      | Martyna Galewicz    | 18:27,40 min | +1:37,20 min |
| 6.      | Monika Fundanicz    | 18:51,20 min | +2:01,00 min |
| 7.      | Anna Staręga        | 18:53,80 min | +2:03,60 min |
| 8.      | Aleksandra Prekurat | 19:32,40 min | +2:42,20 min |
| 9.      | Anna Słowiok        | 19:42,20 min | +2:52,00 min |
| 10.     | Natalia Grzebisz    | 19:44,70 min | +2:54,50 min |

### Bieg na 10 km mężczyzn
| Miejsce | Zawodnik          | Czas         | Strata       |
| ------- | ----------------- | ------------ | ------------ |
|         | Maciej Kreczmer   | 30:20,30 min |              |
|         | Sebastian Gazurek | 31:32,30 min | +1:12,00 min |
|         | Mariusz Michałek  | 31:57,20 min | +1:36,90 min |
| 4.      | Janusz Krężelok   | 32:06,30 min | +1:46,00 min |
| 5.      | Krzysztof Stec    | 32:53,30 min | +2:33,00 min |
| 6.      | Tomasz Kałużny    | 32:59,40 min | +2:39,10 min |
| 7.      | Tomasz Kaczmarzyk | 33:06,80 min | +2:46,50 min |
| 8.      | Maciej Staręga    | 33:24,80 min | +3:04,50 min |
| 9.      | Bogusław Gracz    | 33:26,10 min | +3:05,80 min |
| 10.     | Janusz Zając      | 33:50,80 min | +3:30,50 min |

### Bieg na 15 km kobiet
| Miejsce | Zawodniczka         | Czas         | Strata       |
| ------- | ------------------- | ------------ | ------------ |
|         | Sylwia Jaśkowiec    | 37:08,30 min |              |
|         | Paulina Maciuszek   | 37:59,00 min | +50,7 s      |
|         | Magdalena Kozielska | 39:52,90 min | +2:44,6 s    |
| 4.      | Martyna Galewicz    | 39:53,70 min | +2:45,40 min |
| 5.      | Ewelina Marcisz     | 40:59,10 min | +3:50,80 min |
| 6.      | Agata Marek         | 41:13,10 min | +4:04,80 min |
| 7.      | Natalia Grzebisz    | 41:19,00 min | +4:10,70 min |
| 8.      | Anna Staręga        | 41:24,20 min | +4:15,90 min |
| 9.      | Aleksandra Prekurat | 41:30,20 min | +4:21,90 min |
| 10.     | Monika Fundanicz    | 41:33,40 min | +4:25,10 min |

### Bieg na 30 km mężczyzn
| Miejsce | Zawodnik               | Czas         | Strata       |
| ------- | ---------------------- | ------------ | ------------ |
|         | Sebastian Gazurek      | 1:11:45,30 h |              |
|         | Tomasz Kałużny         | 1:12:53,20 h | +1:07,90 min |
|         | Jan Antolec            | 1:12:53,90   | +1:08,60 min |
| 4.      | Bogusław Gracz         | 1:12:55,70 h | +1:10,40 min |
| 5.      | Krzysztof Stec         | 1:13:06,10 h | +1:20,80 min |
| 6.      | Maciej Staręga         | 1:15:43,60 h | +3:58,30 min |
| 7.      | Radosław Szwade        | 1:15:44,50 h | +3:59,20 min |
| 8.      | Wojciech Biskup        | 1:18:09,10 h | +6:23,80 min |
| 9.      | Andrzej Nędza-Kubiniec | 1:18:11,40 h | +6:26,10 min |
| 10.     | Sławomir Szczecina     | 1:18:20,20 h | +6:34,90 min |